# 攻殻機動隊 ARISE
『攻殻機動隊 ARISE』（こうかくきどうたい アライズ）は、全4部からなる日本の劇場用アニメ映画。Production I.G制作。原作は士郎正宗の漫画『攻殻機動隊』。総監督は黄瀬和哉で、シリーズ構成は冲方丁。

## 概要
ARISEは攻殻機動隊の各作品の中で、原作（士郎正宗）、劇場版（押井守）、S.A.C（神山健治）に続く「第4の攻殻」とされる。監督や脚本だけでなく、主要な公安9課メンバーのキャラクターデザインの変更とともに、キャストも刷新されている。内容としては、公安9課設立前のメンバーの話及び草薙素子の所属していた501機関について焦点を当てたものとなっている。物語の年代は、「border:1」2027年6月、「border:2」2027年8月、「border:3」2028年10月、「border:4」2028年12月、「PYROPHORIC CULT」2029年1月となっている。
第一部が全国20スクリーンで公開され、2013年6月22、23日の初日2日間で興収3,607万6,200円、動員3万55人（スクリーンアベレージは180万3,810円）になり、国内映画観客動員ランキング（興行通信社調べ）で初登場第8位となった。劇場先行販売BDは20のうち7劇場が土日で売り切れている。
「border:2」の最終興行収入は推定1億円。
2013年秋のborder:2上映に合わせて、アニメ専門BS/CSチャンネルのアニマックスにて公開済のborder:1がテレビ初放送。以降のエピソードも同様のパターンで断続的に放送されていき、2015年1月の年始特別編成にて全4エピソードが初めて一挙放送される運びとなった。
2015年4月からは本作をテレビ放送用に再構成したバージョンが放送。詳細は下記を参照。

## 登場人物
この節において、テレビ放送版『ALTERNATIVE ARCHITECTURE』新エピソード「PYROPHORIC CULT」（第9・10話）を指す場合は、PCと略す。

### 独立攻性部隊
border:1 Ghost Pain終了時点では、荒巻以外はまだ公安9課に所属しておらず、素子以外は元の職に所属した状態である。
草薙素子（くさなぎ もとこ）
声 - 坂本真綾 
本作の主人公。陸軍501機関所属の完全義体サイボーグ。階級は三佐。border:1では帰国直後の空港でマムロ中佐のメッセージを聞いて中佐の死を知る。恩のある中佐が何故殺されたのか調査を進める途中で、墓地から中佐の義体を回収しようとして自走地雷に襲撃された荒巻の窮地を救ったことで、直後に荒巻から501機関での肩書きを利用されてマムロの捜査を依頼される。路地裏でパズと出会い、陸軍第六演習場でバトー、トグサと共闘した末、自らがマムロ殺害の容疑者とされているという事実を知る。自室に現われては消える自走地雷に苦しめられる中、何者かに謀られたと察知した素子は真実を掴むべく、荒巻から護衛兼連絡役として与えられていたロジコマを経由して現実を見極め、本物のマムロの遺体を発見、彼の脳殻から自分の記憶を得た。その後、隠されていた多額の現金を発見し、同僚であるライゾーに襲われるも撃退。直後に現れたクルツによって真実を知らされた。その後、今までの実績と第三者からの推薦状により501機関を離れて少佐となり、それまで陸軍の所有物だった彼女の義体は、育ての親の遺産を買い取るという形で彼女の所有物となる。荒巻から国際救助隊内に特殊部隊の設立の話を聞かされ、勧誘された。その後も独走・暴走が目立つ。
バトー
声 - 松田健一郎 
「眠らない眼」と呼ばれる義眼を持つ、陸軍空挺特科第一出身の大男。最終階級は少佐。border:1では同僚が殺されたことを受けて独自に捜査を行っている最中に、素子と第六演習場で遭遇する。素子とは戦場で何度も顔を会わせていた間柄。当初は同僚を殺したのが素子だと思い込んで襲撃したが、自走地雷の襲撃を受けて共闘することになった。その後、素子が遠隔操作で別義体を操って国防副大臣サダモトに真実を語らせる際に協力し、それを逆探知で追ってきた2体の襲撃者を返り討ちにした姿がエンディングで見える。border:2では、ボーマ、イシカワらを率いてソガ大佐の「作戦」に参加。ここでも素子らと敵対していたが、「作戦」鎮圧後に彼女の指揮下に入る。
トグサ
声 - 新垣樽助 
新浜県警刑事部の特捜刑事。border:1では、マムロ中佐殺害事件を上層部からの圧力により追う事が出来ず苛立っていたが、素子が密かに流した情報を得て独自に捜査を開始。素子、バトーとは第六演習場で共闘する。事件解決後は再び新浜警察署に戻ったようだが、border:3では妻が出産間近を迎えており、事件捜査の合間にも頻繁に連絡を取っている。先輩刑事殺しの犯人である同僚を逮捕したことで他の同僚達に疎まれ、素子のスカウトに応じて警察を辞める。
イシカワ
声 - 檀臣幸（border:1・2） / 咲野俊介（border:3・4・PC） 
元陸軍情報部の大尉。電脳戦のスペシャリスト。border:2ではバトー達と共にソガ大佐の「作戦」に参加し、電脳戦などの後方支援を主に担当。「作戦」参加者の中で最初に素子に捕まり、真相を知ることになる。
サイトー
声 - 中國卓郎 
元海兵隊のエース・スナイパー。最終階級は大尉。ロシアンルーレットで勝ち残ることで多額の報酬を得ているギャンブル狂。border:2で素子から破格の報酬を持ちかけられ協力するが、更に上乗せした報酬をバトーに持ちかけられ寝返るなど、スリルと金に目がない俗っぽい一面が強調されている。電脳空間での作戦会議中は居眠りしている姿を取っていることが多いが、眠っている見た目のまま普通に会話するシーンがあり、本当に寝ている訳ではない様子。
ボーマ
声 - 中井和哉 
バトーと同じく陸軍空挺特科第一出身の元特殊部隊員。スキンヘッドの義眼男。最終階級は中尉。爆発物のプロフェッショナルで、爆破後の痕跡から爆破直前の状況を完全復元して見せることもできる。border:2ではバトー達と共にソガ大佐の「作戦」に参加した。
パズ
声 - 上田燿司 
陸軍警察の潜入調査員。階級は中尉。穏やかそうな外見をしているが、必要に応じて荒事も行うなど、人を欺くことに長けている。ナイフを使った近接戦闘を得意とする。

### 公安9課
荒巻大輔（あらまき だいすけ）
声 - 塾一久
「部長」と呼ばれる公安9課の長。マムロ中佐殺害事件の捜査責任者。border:1では、軍が警察当局に内密でマムロを埋葬したことに不審を抱き、許可なく墓を掘り出そうとしていたところで素子と出会う。旧調査部所属で、軍にいた頃の記録全てを古道具屋に売り払ったと語り、マムロの人柄について「これほど潔癖な人物はいない」と素子に語った。素子に「自分の部隊を持て」と幾度となく提言する。
ロジコマ
声 - 沢城みゆき
ロジスティクス・コンベイヤー・マシンの略称。荒巻が9課に試験的に配備した、熱光学迷彩装備の歩兵兵站用輸送支援車両である。素子との初対面時、「（当初は交信方法が信号式だったので）何年前の機体?」と呆れられ、言葉を話すためのプログラムをその場でインストールされたほどの旧式品。人間が使用する中小火器を収納するスペースはあるが、人間が搭乗するスペースはない。また、AIによるある程度の自立行動（電脳戦における支援行動も含む）はできるが、人間が操縦するシステムはない。機体毎に個性があるかどうかは不明。
border:1で護衛兼連絡役として素子の元へ派遣される。border:2では複数あるロジコマの内の1台に何者かが暗号鍵を隠したことから、「敵」の攻撃目標となった。

### 陸軍501機関
公安9課以前に素子が所属していた部隊。正式名称：陸軍開発実験団医学実験隊 義体研究部 特殊義体研究課 501分室。戦闘用義体の開発を目的として設立された特殊機関。特殊義体を持った素子達は機関の備品扱いであり、与えられるのは管理コードのみで、その実態を知る人は少ない。
クルツ
声 - 浅野まゆみ 
501機関の長で中佐。素子の上司。501機関の組織維持を望む。border:4では、国防省北原副大臣の推薦で、次世代主力兵器検討委員会の委員にホヅミの後任として就任。戦時ビジネスにおいて国外カルテルと癒着してきた国外派の一掃を狙っている。
ライゾー
声 - 星野貴紀
501機関の戦術教官の一人。対電子機器攻撃を得意としている。元々素子に良い感情を抱いていないようで、マムロ殺害事件を調べる素子に対し「組織の和を乱すな」と恫喝したり、自分にハッキングを仕掛けた相手を追うため501機関の駐屯地から出ようとした素子に殴りかかったりしていたが、イバチに止められる。
イバチ
声 - 間宮康弘 
501機関の格闘技研究教官の一人。薩摩示現無双流棒術の達人。ライゾーが逆らえないところを見ると上官と思われる。マムロ殺害事件解決後、501機関から出て行く素子に敬礼した。
ツムギ
声 - 野島健児（幼少期 - 沼倉愛美）
陸軍501機関所属の電子戦の戦術士官であるサイボーグ。一卵性双生児の脳を一つの義体に搭載している。素子がこれまで使ってきた義体のチューニングやメンテナンスを担当している。
マムロ・ギイチ
声 - 宮内敦士
草薙素子を育て上げた恩人とも言える人物。兵器密売に関わる収賄容疑が持ち上がる中、何者かに殺されてしまった。生前の最終階級は中佐。
ツダ・エマ
声 - 茅野愛衣 
border:3・4に登場。
電脳ネット・ゲームのヒットメーカーで“ティンマン”の名義で活躍していた戦災孤児の17歳。クルツが草薙素子の後任としてスカウトした新たなエージェント。

### 陸軍情報部
ホヅミ・ナミ大佐
声 - 慶長佑香
border:3・4・PCに登場。
陸軍情報部大佐で全身義体の軍人。殿田大佐の後任で荒巻とは面識がある。border:3では、ホセの電脳会議室に登場した。次世代兵器開発において国外カルテルとの兵器の売買ルートが維持されることを望む国外派であり、国内派のクルツとの対立は根深い。PCでは、頭部だけが第三陸軍病院に収容されており、パイロマニアを誘き出す囮として使われている。
ブリンダジュニア
声 - 小野賢章
border:4に登場。
32歳の男性。幼少期より特異な才能が認められ高度福祉センターに入寮。会計士として生活していたところを陸軍情報部にスカウトされる。
ニグチ、ヤノザキ
声 - 藤原貴弘、浜添伸也
ホヅミ大佐の部下。

### 政府
サダモト
声 - 秋元羊介
border:1に登場。
国防副大臣。マムロは彼の武器密売を告発しようとしていた。
春日
声 - 後藤哲夫
border:2に登場。
国防事務次官。ソガに疑似記憶を植え付け、パンドラにアクセスするために利用していた人物。
北原
声 - 亀中理恵子
border:3・4に登場。
国防副大臣。兵器開発国内派でありハリマダラ社とのつながりも深い。
雨形
border:4に登場。
審議官。ハリマダラ重工に天下りした元官僚。荒巻は情報部時代に貸しを作って信頼できる情報源としている。

### ゲストキャラクター
ソガ・カズヤ大佐
声 - 沢木郁也
border:2に登場。
クザン共和国とサマリア国境近辺にあるカルディスタンでの混成78部隊を指揮した軍事作戦で、千人規模のカルディス人難民を虐殺した容疑で軍事法廷にかけられた戦争犯罪者。この作戦にはソガの部下としてバトーが従軍していた。
ヴィヴィー
声 - 藤貴子
border:2に登場。
米軍情報部特殊作戦部隊所属のエージェントで電子的作戦の専門家。女性型の義体に入っているが、本当の性別などの詳細情報は不明。米軍情報部では、この型の義体を外交活動推奨義体としている。PCにおいて素子と荒巻の前に同型の義体が現れた時、彼女は「ジュリル」と名乗っている。
干頼晶（ほせ あきら）
声 - 鈴木達央 
border:3に登場。
元軍属。オーダーカスタム専門の義体技師で、草薙素子の現在進行形の恋人。フリーコンサルとなった素子の義体のメンテナンスを手がけている。
サイード博士
声 - 久川綾 
border:3・4に登場。
カルディス人の独立運動による内戦が続いているクザン共和国の国営水企業の代表。同国水輸入の立役者。クザン王立大学首席卒業の俊英だが自身はカルディス人。

### ハッカー・その他
ファイア・スタータ
border:1から4に登場。
正体不明の超ウィザード級プログラマー。ゴースト侵入・ハック・洗脳を同時に行う疑似記憶ウイルスの作者とされるが、ウイルスは自己消滅し痕跡を残さないため、ウイルス・作者ともども存在が不確か。
スクラサス
border:3に登場。
四次非核大戦中、クザン共和国内でカルディス人の独立軍を指導した伝説のテロリスト。電子戦の手練れでトンネル作戦を駆使して敵を苦しめるも、戦時中に戦死したとされている。
スケアクロウ
border:4に登場。
ハリマダラ社を襲ったサイバーテロの容疑者で、特殊なニューロチップ型電脳を持つハッカー。他者のゴーストを自分にダビングし、相手の義体を奪って逃げ続けていると考えられている。
パイロマニア
声 - 津田健次郎
PCに登場。
電脳ウイルスの仲立人。「ガルベス」という本名以外、詳細なプロフィールは不明。
ファイア・スタータという存在を信仰の領域にまで奉じている。カルテルからホヅミ大佐を殺害するために派遣されている。『炎の天使』の一節を口ずさむことがある。

## 用語
ドクトル・バケルの緊急医療システム
全身義体サイボーグの生命維持装置を、救急医療の現場で死に頻している人間のために使用する救命救急行為のこと。素子の母が化学兵器テロで死亡した際、その胎内に居た胎児の素子に対してこの行為が行われ、命を繋ぎ止めることができた。
クザン共和国

カルディス人、カルディスタン
クザン共和国内の少数民族。独立を目論んで武力闘争を続けたが、国際社会の承認は得られなかった。バトーの説によれば、周辺諸国を牽制したかったクザン共和国自身が独立派の黒幕であったという（border:3）。現在も独立を求めてテロ活動が続いている。
兵器開発国内派、国外派

ハリマダラ社

水企業、国営水企業
クザン共和国の国営企業でクザンへの水の輸入を行っている。代表はサイード博士。日本国内にもダムを所有しており、工業用水として輸出していた。border:3では倒産が避けられないほどの課税を受け、border:4ではハリマダラ社との提携を余儀なくされた。

ドミネーション、ドミネ
広いエリアにおける対象の電子機器（電脳は含まれない）を強制的に支配下に置くこと。実行には多大な計算資源が必要。作中では交通網制御AI、立てこもり場所となった大使館の電力網や通信設備、テロ発生場所周辺の店舗のセキュリティへの強制介入などを行っている。

二次元コード
現実に存在する情報表示用コードのこと。劇中で特に発言等はされないが、作中では車両のナンバーとして採用されている。
また作中で一度「入院患者への面会許可」と称したハッキングコードを読み込んでしまう人物が登場するなど、ナンバー以外でも情報処理に使われている描写がある。

## スタッフ
|                              | border:1 Ghost Pain                                                       | border:2 Ghost Whispers                                                   | border:3 Ghost Tears                                                      | border:4 Ghost Stands Alone                                               | TV版完全新作 Pyrophoric Cult                                              |
| ---------------------------- | ------------------------------------------------------------------------- | ------------------------------------------------------------------------- | ------------------------------------------------------------------------- | ------------------------------------------------------------------------- | ------------------------------------------------------------------------- |
| 原作                         | 士郎正宗                                                                  | 士郎正宗                                                                  | 士郎正宗                                                                  | 士郎正宗                                                                  | 士郎正宗                                                                  |
| 総監督                       | 黄瀬和哉                                                                  | 黄瀬和哉                                                                  | -                                                                         | 黄瀬和哉                                                                  | 黄瀬和哉                                                                  |
| 監督                         | むらた雅彦                                                                | 竹内敦志                                                                  | 黄瀬和哉                                                                  | 工藤進                                                                    | -                                                                         |
| シリーズ構成                 | 冲方丁                                                                    | 冲方丁                                                                    | 冲方丁                                                                    | 冲方丁                                                                    | 冲方丁                                                                    |
| 脚本                         | 冲方丁                                                                    | 冲方丁                                                                    | 冲方丁                                                                    | 冲方丁                                                                    | 藤咲淳一                                                                  |
| キャラクターデザイン         | 黄瀬和哉                                                                  | 黄瀬和哉                                                                  | 黄瀬和哉                                                                  | 黄瀬和哉                                                                  | 黄瀬和哉                                                                  |
| メカニックデザイン           | 柳瀬敬之                                                                  | 柳瀬敬之、竹内敦志 常木志伸                                               | 柳瀬敬之                                                                  | 柳瀬敬之、常木志伸                                                        | 柳瀬敬之、寺岡賢司                                                        |
| 画コンテ                     | むらた雅彦                                                                | 竹内敦志、多田俊介                                                        | 黄瀬和哉、原口浩                                                          | 工藤進、荒川直樹                                                          | 橘正紀                                                                    |
| 演出                         | -                                                                         | -                                                                         | 浜名孝行                                                                  | -                                                                         | 橘正紀                                                                    |
| 総作画監督                   | -                                                                         | -                                                                         | 黄瀬和哉                                                                  | 新井浩一                                                                  | 黄瀬和哉                                                                  |
| 作画監督                     | 西尾鉄也                                                                  | 齊藤卓也、立石聖 三輪和宏、西村郁 井川麗奈                                | 黄瀬和哉、西尾鉄也 河口俊夫、佐々木敦子 桜井邦彦、中村悟 後藤隆幸         | 立石聖、西村郁 栗田聡美、桜井邦彦                                         | 中村深雪、石原満 もろゆき沙羅、鈴木俊二                                   |
| サブキャラクターデザイン     | 西尾鉄也                                                                  | 齊藤卓也                                                                  | -                                                                         | 新井浩一                                                                  | -                                                                         |
| 美術設定                     | 加藤浩、荒川直樹                                                          | 加藤浩、荒川直樹                                                          | 加藤浩、荒川直樹                                                          | 加藤浩、荒川直樹                                                          | 荒川和浩                                                                  |
| プロップデザイン             | 荒川直樹                                                                  | 荒川直樹                                                                  | 荒川直樹                                                                  | 荒川直樹                                                                  | 常木志伸                                                                  |
| 銃器設定                     | -                                                                         | 金子秀一、柳瀬敬之                                                        | 金子秀一、柳瀬敬之                                                        | 金子秀一、柳瀬敬之 立石聖                                                 | 柳瀬敬之、金子秀一                                                        |
| 色彩設計                     | 片山由美子 佐藤真由美                                                     | 片山由美子                                                                | 土井和                                                                    | 片山由美子 藤田裕子                                                       | 片山由美子                                                                |
| 美術監督                     | 竹田悠介、益城貴昌                                                        | 竹田悠介、益城貴昌                                                        | 竹田悠介、益城貴昌                                                        | 竹田悠介、益城貴昌                                                        | 海老澤卓也                                                                |
| 3DCG監督                     | 井野元英二                                                                | 井野元英二                                                                | 井野元英二                                                                | 井野元英二                                                                | 塚本倫基                                                                  |
| 撮影監督                     | 田中宏侍                                                                  | 田中宏侍                                                                  | 田中宏侍                                                                  | 田中宏侍                                                                  | 若林優                                                                    |
| 音響監督                     | 岩浪美和                                                                  | 岩浪美和                                                                  | 岩浪美和                                                                  | 岩浪美和                                                                  | 岩浪美和                                                                  |
| 編集                         | 植松淳一、濱宇津妙子、村上義典                                            | 植松淳一、濱宇津妙子、村上義典                                            | 植松淳一                                                                  | 植松淳一                                                                  | 植松淳一                                                                  |
| 音楽                         | コーネリアス                                                              | コーネリアス                                                              | コーネリアス                                                              | コーネリアス                                                              | コーネリアス                                                              |
| ラインプロデューサー         | 佐藤惠                                                                    | 西村知恭                                                                  | 佐藤惠                                                                    | 西村知恭                                                                  | -                                                                         |
| アニメーションプロデューサー | -                                                                         | -                                                                         | -                                                                         | -                                                                         | 黒木類                                                                    |
| プロデューサー               | 阿部研吾、有本充利、西村知恭                                              | 阿部研吾、有本充利、西村知恭                                              | 阿部研吾、有本充利、西村知恭                                              | 阿部研吾、辰澤奈晶子 西村知恭                                             | 阿部研吾、辰澤奈晶子 鈴木哲史                                             |
| エグゼクティブプロデューサー | 上山公一、松下卓也、横山真二郎                                            | 上山公一、松下卓也、横山真二郎                                            | 上山公一、松下卓也、横山真二郎                                            | 上山公一、松下卓也、横山真二郎                                            | 上山公一、松下卓也、横山真二郎                                            |
| 3DCGI                        | オレンジ                                                                  | オレンジ                                                                  | オレンジ                                                                  | オレンジ                                                                  | サブリメイション                                                          |
| アニメーション制作           | Production I.G 9課                                                        | Production I.G 9課                                                        | Production I.G 9課                                                        | Production I.G 9課                                                        | Production I.G Ⅹ課                                                        |
| 製作                         | バンダイビジュアル、講談社、電通、 Production I.G、フライングドッグ、東宝 | バンダイビジュアル、講談社、電通、 Production I.G、フライングドッグ、東宝 | バンダイビジュアル、講談社、電通、 Production I.G、フライングドッグ、東宝 | バンダイビジュアル、講談社、電通、 Production I.G、フライングドッグ、東宝 | バンダイビジュアル、講談社、電通、 Production I.G、フライングドッグ、東宝 |
| 配給                         | 東宝映像事業部                                                            | 東宝映像事業部                                                            | 東宝映像事業部                                                            | 東宝映像事業部                                                            | -                                                                         |

## 主題歌
オープニングテーマ
「GHOST IN THE SHELL ARISE」
アーティスト - コーネリアス / 作曲・編曲 - 小山田圭吾
エンディングテーマ
「じぶんがいない」（border:1）
作詞 - 坂本慎太郎 / 作曲・編曲 - 小山田圭吾 / 歌 - salyu×salyu
「外は戦場だよ」（border:2）
作詞 - 坂本慎太郎 / 作曲・編曲 - 小山田圭吾 / 歌 - 青葉市子、コーネリアス
「Heart Grenade」（border:3）
作詞 - ショーン・レノン / 作曲・編曲 - 小山田圭吾 / 歌 - ショーン・レノン、コーネリアス
「Split Spirit」（border:4）
作詞 - LEO今井、高橋幸宏 / 作曲 - 小山田圭吾 / 編曲・歌 - 高橋幸宏 & METAFIVE（小山田圭吾×砂原良徳×TOWA TEI×ゴンドウトモヒコ×LEO今井）

## 漫画
月刊ヤングマガジンで『攻殻機動隊ARISE 眠らない眼の男 Sleepless Eye』と『ロジコマンガ』が連載された。

### 攻殻機動隊ARISE 眠らない眼の男 Sleepless Eye
月刊ヤングマガジン2013年第4号から2016年第7号まで連載。脚本は藤咲淳一、漫画は大山タクミ。各章は「ANECDOTE」という名称で区切られている。序盤はバトーと素子の出会い、それ以降はバトーの目から見た本編中の出来事を描く。全７巻。

#### あらすじ
ANECDOTE：1
世界各国で爆弾テロを起こして国際指名手配されているテロリスト・ノロシが密入国したとの情報が公安9課にもたらされた。彼はバトーのレンジャー時代の戦友だった。荒巻は素子に事件を担当するよう指示するが、バトーはそれを遮り、自分が担当すると志願する。
その後、ニューポートシティ市内のホテルで行われた退役軍人たちのパーティ会場で、バトーはノロシが爆弾を仕掛けようとしているのを発見。ノロシは、かつて戦場で自分たちを見捨てた上官たちに復讐するために爆弾テロを計画していたのだった。格闘戦の末、バトーはやむなくノロシを殺してしまう。その後、一人でノロシを弔ったバトーは、草薙の出会いからこれまでの記憶を振り返る。バトーと素子が初めに出会ったのは、中東のクザン共和国の戦場だった。
ANECDOTE：2
クザン共和国での戦いからしばらく後。バトーはその後も兵士として各地を転戦し、その中で素子たち501機関と顔を合わせることもあった。しかし、彼女らはクザン共和国での記憶を全て失っていた。501機関の正体を訝しむ中、バトーやボーマの戦友だったヌカワ・ショージとその家族が自動車事故で死亡したとのTVニュースが流れる。バトーとボーマはイシカワの協力を得て、ヌカワ一家が事故ではなく自走地雷で爆殺されたこと、ヌカワがマムロ中佐の指示で軍内部の動きを探っていたことを突き止める。さらに、マムロを尾行する素子の姿が防犯カメラに写っていた。

#### 本作のみの登場人物
ノロシ
バトーのレンジャー時代の戦友で、爆弾の専門家。部隊の多くの兵士が義体化している中、彼は「生身の人間としての感覚を大事にしたい」として、あえて義体化せずに従軍していた。クザン共和国において、クーデター軍の爆撃に巻き込まれて瀕死の重傷を負い、意識を取り戻した時には救命措置のため義体化されていた。爆撃の際に自分や戦友たちを見捨てたニシムナ准将とスズリ一等陸佐を深く恨んでおり、彼らへの復讐のためにニューポートシティでの爆弾テロを計画するが、バトーに阻止され殺される。
ニロイ外務大臣
バトー達がPKF（平和維持軍）として訪れた中東の国家・クザン共和国の外務大臣。反政府ゲリラと政府軍の泥沼の戦いを終わらせ、休戦協定を締結するために奔走している。
ニシムナ准将、スズリ一等陸佐
クザン共和国に派遣されたバトー達の隊長。クーデター軍による爆撃の中、バトーやノロシ達を見捨てて自分たちだけで現場から退避した。
ヌカワ・ショージ
バトーやボーマの戦友。妻と娘と一緒に撮った写真をお守りとして持ち歩き、裏面には「必ず生きて家に帰ろう!」と記していた。マムロ中佐の指揮のもとで軍内部の動きを探っていたが、軍の自走地雷によって、家族もろとも自動車事故に見せかけて暗殺された。

#### 単行本
- 大山タクミ（漫画）、藤咲淳一（脚本）『攻殻機動隊ARISE 〜眠らない眼の男Sleepless Eye〜』講談社〈KCデラックス〉、全7巻
  1. 2013年6月21日発売 ISBN 978-4-06-382314-1
  2. 2013年11月22日発売 ISBN 978-4-06-376907-4
  3. 2014年6月20日発売 ISBN 978-4-06-376996-8
  4. 2015年3月6日発売 ISBN 978-4-06-377117-6
  5. 2015年6月5日発売 ISBN 978-4-06-377220-3
  6. 2015年12月4日発売 ISBN 978-4-06-377360-6
  7. 2016年8月5日発売 ISBN 978-4-06-377497-9

### ロジコマンガ
山本マサユキによる漫画が、月刊ヤングマガジン2013年第12号およびWEBコミックレーベル『ヤングマガジン海賊版公認』で連載。

#### あらすじ
舞台はロジコマサーバーの残存記憶の中で自然発生した空間「アライズ村」。その領域に迷い込んだ超天才ハッカーのモト子とドジでおバカなメガネ女子・ロジ子、力持ちでナイスバディなお姉さんキャラ・コマ子が織り成すほのぼのコメディ。
モト子（草薙素子少佐）
ウイルスを追ってロジコマの記憶データにある仮想空間アライズ村に潜入するが帰れなくなる。
ロリッ子 ロジ子
アライズ村の住人。ドジっ子。コマ子と合体してロジコマになる。
マッハ コマ子
アライズ村の住人。突進粉砕。ロジ子と合体してロジコマになる。
ロジコマ
ロジ子とコマ子に分離してる時は自分が自分でないと感じている。合体分離する光景はかなりグロテスク。
バトー管理長（マスター）
アライズ村の住人。外部からの侵入者（ハッカー）を監視する役目を持つが役に立たない。
少女型自走地雷
アライズ村に潜伏したウイルス。
ヴィヴィー
南の湖にいる情報の海から生まれた謎の生命体。金の斧のようにモノを投げ入れていたら湖にゴミを捨てるなと怒り出す。
サイトー
モト子を賞金首として狙うが、逆に服従させられる。
ボーマ
元爆弾魔。モエモエ地区で爆弾処理の仕事をしている。ロリコン。
賢者イシカワ
イシカワのデータからできた疑似人格。
ソガ大佐
バトーの元上司。疑似記憶によりアライズ村を金塊に思わされ、ドミネーション（制圧）しようとする。
トグサ刑事
東の紛争地帯にいるデバイス管理担当。うっかりデバイス弾を全部撃ってしまう。その後501うどん屋で働いている。
ホセ
義体屋。モト子が一目惚れするがホモだった。
サイード
ダム管理官。ソーシャルゲームシステム管理者だった。
バズ
潜入捜査官。女だらけのパラダイス空間に行くために、モト子に協力する。ウイルスに意識を乗っ取られ孤独のグルメっぽくなったことも。
Dr.アラマキ
帽子屋。軍艦島のような場所で一家で暮らしている。
クルツ中佐、ライゾー、イバチ教官
陸軍特科501機関のメンバー。外から来たが帰れなくなり、ロジ子に助けられ手打ちうどん屋をしている。
エマ
ボーマを人質(?)にモト子に電脳戦を挑もうとする。相棒はエマの電脳に居候しているゴーストニート、ブリンダ ジュニア（32歳）。
ホズミ大佐
クルツを追って外から来た。
オペ子
ロボットのオペレーター。

## 特別映像
ロジコマ・ビート
Blu-ray/DVD第1巻収録3DCGショートアニメ。
脚本 - 冲方丁 / 監督 - 井野元英二 / 音楽 - コーネリアス
DECODE 501FILE
2013年5月17日公開のWeb動画映像。Blu-ray/DVD第2巻にも収録。クルツ中佐（浅野まゆみ）により501機関を解説する。
EPISODE:[.jp]
2013年11月15日公開のWeb動画映像。電脳ネットワーク深部世界が描かれる。

## リリース
- 攻殻機動隊 ARISE 1 (Blu-ray/DVD) バンダイビジュアル 発売：2013年7月26日
- 攻殻機動隊 ARISE 2 (Blu-ray/DVD) バンダイビジュアル 発売：2013年12月25日
- 攻殻機動隊 ARISE 3 (Blu-ray/DVD) バンダイビジュアル 発売：2014年7月25日
- 攻殻機動隊 ARISE 4 (Blu-ray/DVD) バンダイビジュアル 発売：2014年9月24日
- 攻殻機動隊 ARISE PYROPHORIC CULT (Blu-ray/DVD) バンダイビジュアル 発売：2015年8月26日

## 攻殻機動隊入門 あらいず
2014年1月6日より6月30日までTOKYO MXにて、『攻殻機動隊ARISE』の魅力を紹介する宣伝番組、『攻殻機動隊入門 あらいず』が5分枠のショートアニメとして放送された。第4回から第13回まで『ロジコマンガ』を原案としたショートアニメが全10回放送された。

### 登場キャラクター（あらいず、株式会社きゅーか）
ロジ子、コマ子
声 - 沢城みゆき
ロジコマの分離体。PACIFIC RACING TEAMのレースクイーンがモチーフ。
ロジコマ
声 - 沢城みゆき
きゅーかの秘書。コネ入社。
くさなぎもとこ
声 - 坂本真綾
きゅーかの社長。
いしかわ
すーぱーはっかー。
ばとー
声 - 松田健一郎
眠らない眼の男。ごつい。
とぐさ
声 - 新垣樽助
新浜署刑事。ふつう。
あらまき
声 - 塾一久
きゅーかのボス。
ぼーま
声 - 中井和哉
つぶらなひとみ。オタク。
さいとー
声 - 中國卓郎
へんなあたま。鷹の目。
ぱず
声 - 上田燿司
はなでかい。

### スタッフ（あらいず）
- 企画 - 山守文雄
- 構成 - 上野耕一郎
- 編集 - 石田直
- MA - 土井隆昌
- 音響スタジオ - インターセプター
- キャラクター原案（ロジ子&コマ子） - 山本マサユキ
- タイトルロゴデザイン - 宮本陽子
- 特別協力 - 講談社
- ディレクター - 相笠文寿
- 制作協力 - ディーズ
- 制作 - バンダイビジュアル
- 製作著作 - 「攻殻機動隊ARISE」製作委員会

ショートアニメスタッフ
- 監督・脚本 - 芦名みのる
- ちびキャラデザイン・作画 - たけはらみのる
- 制作管理 - 横山稔
- 制作進行 - 枝村美保
- アニメーション制作 - メディクリエ、スタジオYUKAI
- 音響監督 - 小泉紀介（神南スタジオ）
- 音響調整 - 砂押知宏（神南スタジオ）
- 音響効果 - 山谷尚人（サウンドボックス）
- 制作担当 - 西村知恭・上野剛仁（Production I.G）
- プロデューサー - 清水博之（バンダイビジュアル）
- 制作 - Production I.G

### 各話リスト（あらいず）
| 放送話 | 特集 | ショートアニメ                                  |
| ------ | --- | ----------------------------------------------- |
| 1      | ロジ子学習用データ 30秒でわかる「攻殻機動隊」講座 | -                                               |
| 2      | 「攻殻機動隊ARISE」border:1 Ghost Pain あらすじ大公開!! | -                                               |
| 3      | 「攻殻機動隊ARISE」border:2 Ghost Whispers あらすじ大公開!! | -                                               |
| 4      | 「攻殻機動隊ARISE」を9倍楽しむ情報 要注意人物FILE『バトー』 | 株式会社きゅーか くさなぎ社長と秘書ロジコマ #01 |
| 5      | 「攻殻機動隊ARISE」を9倍楽しむ情報 要注意人物FILE『荒巻』 | 株式会社きゅーか くさなぎ社長と秘書ロジコマ #02 |
| 6      | 「攻殻機動隊ARISE」を9倍楽しむ情報 ARISEキーワード辞典『光学迷彩』 | 株式会社きゅーか くさなぎ社長と秘書ロジコマ #03 |
| 7      | 「攻殻機動隊ARISE」を9倍楽しむ情報 要注意人物FILE『ロジコマ』 | 株式会社きゅーか くさなぎ社長と秘書ロジコマ #04 |
| 8      | 「攻殻機動隊ARISE」が9倍楽しめるコラボ企画をチェック!! 『攻殻機動隊ARISE 眠らない眼の男 Sleepless Eye』                                                                                             | 株式会社きゅーか くさなぎ社長と秘書ロジコマ #05 |
| 9      | 「攻殻機動隊ARISE」が9倍楽しめるコラボ企画をチェック!! 『SUPER GT PACIFIC 攻殻機動隊ARISE』 | 株式会社きゅーか くさなぎ社長と秘書ロジコマ #06 |
| 10     | 「攻殻機動隊ARISE」が9倍楽しめるコラボ企画をチェック!! 攻殻機動隊ARISE×本広克行監督 | 株式会社きゅーか くさなぎ社長と秘書ロジコマ #07 |
| 11     | 実は「攻殻機動隊」･･･ 今年で生誕25周年 | 株式会社きゅーか くさなぎ社長と秘書ロジコマ #08 |
| 12     | 攻殻機動隊25周年プロジェクト - 原作コミックが待望の電子書籍化 - 大原画展を開催 - 「攻殻機動隊 ARISE」音楽イベントを開催 - 「攻殻機動隊 ARISE border:less project」                                  | 株式会社きゅーか くさなぎ社長と秘書ロジコマ #09 |
| 13     | 攻殻機動隊25周年プロジェクト 「攻殻機動隊 ARISE border:less project」発動!! | 株式会社きゅーか くさなぎ社長と秘書ロジコマ #10 |
| 14     | 原作者・士郎正宗に迫る!! ヤンマガ編集部に潜入!! | -                                               |
| 15     | 攻殻機動隊 ARISE border:less project その全貌に迫る!! | -                                               |
| 16     | 攻殻機動隊 ARISE border:less project その全貌に迫る!! | -                                               |
| 17     | 『border:3』上映前に知っておきたい!! ARISE三大キーワード - (1) 501機関 | -                                               |
| 18     | 『border:3』上映前に知っておきたい!! ARISE三大キーワード - (2) ファイア・スターター - (3) 擬似記憶                                                                                                  | -                                               |
| 19     | 『border:3』上映まで待てない貴方に 攻殻機動隊ARISEコミカライズをチェックせよ!! | -                                               |
| 20     | 『攻殻機動隊ARISE』に登場するキャラクターの中で 特に高性能な義体を解説しようのコーナー - エントリーNo.1「バトーの眠らない眼」 - エントリーNo.2「サイトーの鷹の眼」 - エントリーNo.3「ライゾーの腕」 | -                                               |
| 21     | 攻殻機動隊 ARISE border:3 Ghost Tears 速報!! | -                                               |
| 22     | 攻殻機動隊 ARISE border:3 Ghost Tears 予習プログラム ネット時代の恋愛 | -                                               |
| 23     | 攻殻機動隊 ARISE border:3 Ghost Tears 予習プログラム 水ビジネス | -                                               |
| 24     | 攻殻機動隊 ARISE border:3 Ghost Tears 予習プログラム トグサ | -                                               |
| 25     | 攻殻機動隊 ARISE border:3 Ghost Tears『入門あらいず』専用 時間がない人のための冒頭映像（※ガイド付き）                                                                                               | -                                               |
| 26     | 特報 攻殻機動隊 ARISE border:4 Ghost Stands Alone 9月6日劇場上映!! | -                                               |

### 放送局（あらいず）
| 放送地域 | 放送局   | 放送期間              | 放送日時           | 放送系列 | 備考 |
| -------- | -------- | --------------------- | ------------------ | -------- | ---- |
| 東京都   | TOKYO MX | 2014年1月6日- 6月30日 | 月曜 25:00 - 25:05 | 独立局   |      |

### 攻殻機動隊入門 あらいずSP
border:3の上映記念特番として、「最新作6.28上映開始!25分で分かる!攻殻機動隊入門 あらいずSP」が、TOKYO MXで2014年6月27日25時05分から、BS11で7月1日0時30分から放送された。
border:4の上映記念特番として、「最終章9.6上映開始!まだ間に合う!!攻殻機動隊入門 あらいずSP」が、TOKYO MXで9月1日25時05分から放送。

## 攻殻機動隊ARISE border:less project
「攻殻機動隊ARISE border:less project」とは、本広克行をプロジェクトプロデューサーに迎え、ジャンルを超えた若手クリエーター達が独自の「攻殻機動隊ARISE」の世界を描く、同時多発的映像コンテンツプロジェクト。「攻殻機動隊」の世界観をイメージしたショートムービー5本を本広が選出した若手クリエーターが制作するプロジェクトで、5本のうち1本は本広が総監督として参加する。
2014年3月28日に、TOHOシネマズ日本橋にてイベント上映後、WEBでも公開された。

### 作品リスト
| タイトル                           | 監督                                             |
| ---------------------------------- | ------------------------------------------------ |
| 『FORESEEING 2027』                | 本広克行（総監督）・笹口悦民                     |
| 『memory』                         | 山口淳太（ヨーロッパ企画所属の映像ディレクター） |
| 『COLOR』                          | 尾野慎太郎                                       |
| 『島村ユキは田中ケンジを忘れない』 | 山岡大祐（映画『いいね!』監督）                  |
| 『WORKING HIGH』                   | 梅脇かおり                                       |

その他参加クリエーター
- 木村好克（『KG カラテガール』監督）

### キャスト（border:less project）
memory
- 吐山由美
- 酒井善史

島村ユキは田中ケンジを忘れない
- アオイ - 岸井ゆきの
- ユキ - 宇野愛海
- ケンジ - 澤畠流星
- ヨシオ - ひろみ（第2PK）

## チャンネル5.5版
DLE製作によるFLASHアニメ。カロリーメイトをスポンサーに名作漫画を原作無視でアニメ化する「名作マンガ コラボプロジェクト!」第二弾として配信。

### キャスト（5.5）
草薙素子 / エビ薙素子（2話）
声 - 上坂すみれ
荒巻 / 新巻鮭部長（2話）
声 - FROGMAN
宇津井（2話）、石黒（2話）
声 - FROGMAN
バトー（4話）
声 - 梶裕貴
声とキャラのバランスがおかしいと指摘される。
秀夫（4話）
声 - FROGMAN
草薙素子とバトーの息子。
飯島（4話）
声 - FROGMAN
公安9課所属。
コロジコマ（4話）
捨てられてたのを拾った小型ロジコマ。

### 各話リスト（5.5）
| 話数 | サブタイトル   | 配信日        |
| ---- | -------------- | ------------- |
| #1   | 降格機動隊     | 2014年4月14日 |
| #2   | 甲殻類機動隊   | 2014年4月24日 |
| #3   | こう書く機動隊 | 2014年5月19日 |
| #4   | 攻殻機動家族   | 2014年6月18日 |

## 攻殻機動隊ARISE ALTERNATIVE ARCHITECTURE
『攻殻機動隊ARISE ALTERNATIVE ARCHITECTURE』（こうかくきどうたいアライズ オルタナティヴ アーキテクチャ。以下“ ARISE AA ”）は、テレビ放送フォーマット用に再編集された『ARISE』テレビシリーズ版。2015年4月より全国各地で放送された。
劇場版の全4章を各エピソード前後編に分け、更に同年6月20日公開された『攻殻機動隊 新劇場版』へと繋がる2話構成の完全新作エピソード「PYROPHORIC CULT」を付け加え、冲方丁の初期案に準拠した話数順に放送する構想となっている。

### 主題歌（ARISE AA）
オープニングテーマ「あなたを保つもの」
作詞 - 坂本慎太郎 / 作曲・編曲 - コーネリアス / 歌 - 坂本真綾、コーネリアス
エンディングテーマ
「Split Spirit」（#01、#02）
作詞 - LEO今井、高橋幸宏 / 作曲 - 小山田圭吾 / 編曲・歌 - 高橋幸宏&METAFIVE
「じぶんがいない」（#03、#04）
作詞 - 坂本慎太郎 / 作曲・編曲 - 小山田圭吾 / 歌 - salyu×salyu
「外は戦場だよ」（#05、#06）
作詞 - 坂本慎太郎 / 作曲・編曲 - 小山田圭吾 / 歌 - 青葉市子、コーネリアス
「Heart Grenade」（#07、#08）
作詞 - ショーン・レノン / 作曲・編曲 - 小山田圭吾 / 歌 - ショーン・レノン、コーネリアス
「GHOST IN THE SHELL ARISE」（#09、#10）
アーティスト - コーネリアス / 作曲・編曲 - 小山田圭吾

### 各話リスト（ARISE AA）
※ #01 - 08話の脚本・各話監督・(総)作画監督はオリジナル版に準ずるため、省略。
| 話数 | サブタイトル            | TVシリーズ版演出 | オリジナル版エピソード出典 |
| ---- | ----------------------- | ---------------- | -------------------------- |
| #01  | Ghost Stands Alone 前編 | 植松淳一         | border:4                   |
| #02  | Ghost Stands Alone 後編 | 植松淳一         | border:4                   |
| #03  | Ghost Pain 前編         | 植松淳一         | border:1                   |
| #04  | Ghost Pain 後編         | 植松淳一         | border:1                   |
| #05  | Ghost Whispers 前編     | 植松淳一         | border:2                   |
| #06  | Ghost Whispers 後編     | 植松淳一         | border:2                   |
| #07  | Ghost Tears 前編        | 植松淳一         | border:3                   |
| #08  | Ghost Tears 後編        | 植松淳一         | border:3                   |

| 話数 | サブタイトル         | 脚本     | 絵コンテ | 演出   | 作画監督               |
| ---- | -------------------- | -------- | -------- | ------ | ---------------------- |
| #09  | PYROPHORIC CULT 前編 | 藤咲淳一 | 橘正紀   | 橘正紀 | 中村深雪、石原満       |
| #10  | PYROPHORIC CULT 後編 | 藤咲淳一 | 橘正紀   | 橘正紀 | もろゆき沙羅、鈴木俊二 |

### 放送局（ARISE AA）
| 放送期間               | 放送時間                     | 放送局       | 対象地域 | 備考         |
| ---------------------- | ---------------------------- | ------------ | -------- | ------------ |
| 2015年4月5日 - 6月14日 | 日曜 22:30 - 23:00           | TOKYO MX     | 東京都   |              |
|                        | 日曜 23:00 - 23:30           | KBS京都      | 京都府   |              |
| 2015年4月6日 - 6月15日 | 月曜 2:00 - 2:30（日曜深夜） | サンテレビ   | 兵庫県   |              |
|                        | 月曜 2:35 - 3:05（日曜深夜） | テレビ愛知   | 愛知県   |              |
| 2015年4月8日 -         | 水曜 2:50 - 3:20（火曜深夜） | 北海道テレビ | 北海道   |              |
| 2015年4月9日 -         | 木曜 2:42 - 3:12（水曜深夜） | 仙台放送     | 宮城県   |              |
| 2015年4月10日 -        | 金曜 1:48 - 2:18（木曜深夜） | 静岡放送     | 静岡県   |              |
|                        | 金曜 3:30 - 4:00（木曜深夜） | TVQ九州放送  | 福岡県   |              |
| 2015年4月15日 -        | 水曜 0:30 - 1:00（火曜深夜） | BS11         | 日本全域 | 『ANIME+』枠 |

※ 第8話と第9話の間には特番『「攻殻機動隊 新劇場版」6.20公開!!25分でわかるARISE SP』を挟む。

### リリース
- 攻殻機動隊 ARISE PYROPHORIC CULT (Blu-ray/DVD) バンダイビジュアル 発売：2015年8月26日

【特典】
■特製ブックレット：ANALYZED FIRE STARTER
・坂本慎太郎描き下ろし表紙イラスト
・脚本：藤咲淳一インタビュー他掲載
【映像特典】
■「攻殻機動隊ARISE ALTERNATIVE ARCHITECTURE」OP映像集
■「攻殻機動隊ARISE ALTERNATIVE ARCHITECTURE」次回予告集
■ロジコマ・ノート
■株式会社きゅーか（全10話）
■border:4 Ghost Stands Alone プロモーション映像
■border:4 Ghost Stands Alone 劇場上映 CM
■攻殻機動隊ARISE 4 Blu-ray Disc ＆ DVD CM
【他、仕様】
■黄瀬和哉（総監督・キャラクターデザイン）描き下ろしジャケット
■特製スリーブケース

## 舞台版
舞台「攻殻機動隊ARISE：GHOST is ALIVE」
2015年11月5日から15日まで、東京芸術劇場プレイハウスにて上演予定。
演出は奥秀太郎、脚本は藤咲淳一。
3D映像を用いる演出技法が採用され、3Dメガネをかけての鑑賞となり、日本演劇ではこれが初の試みとなる。

### キャスト（舞台版）
- 草薙素子：青野楓
- バトー：八神蓮
- トグサ：兼崎健太郎
- 荒巻大輔：塾一久
- イシカワ：伊阪達也
- パズ：井深克彦
- サイトー：松村龍之介
- ボーマ：松崎裕
- イバチ：髙﨑俊吾
- クルツ：護あさな
- サイード：吉川麻美
- ツダ・エマ：桃瀬美咲
- ホセ：南圭介

### スタッフ（舞台版）
- 原作：士郎正宗
- 監修：冲方丁
- 演出：奥秀太郎
- 脚本：藤咲淳一
- 製作：攻殻機動隊ARISE STAGE PROJECT

## コラボレーション

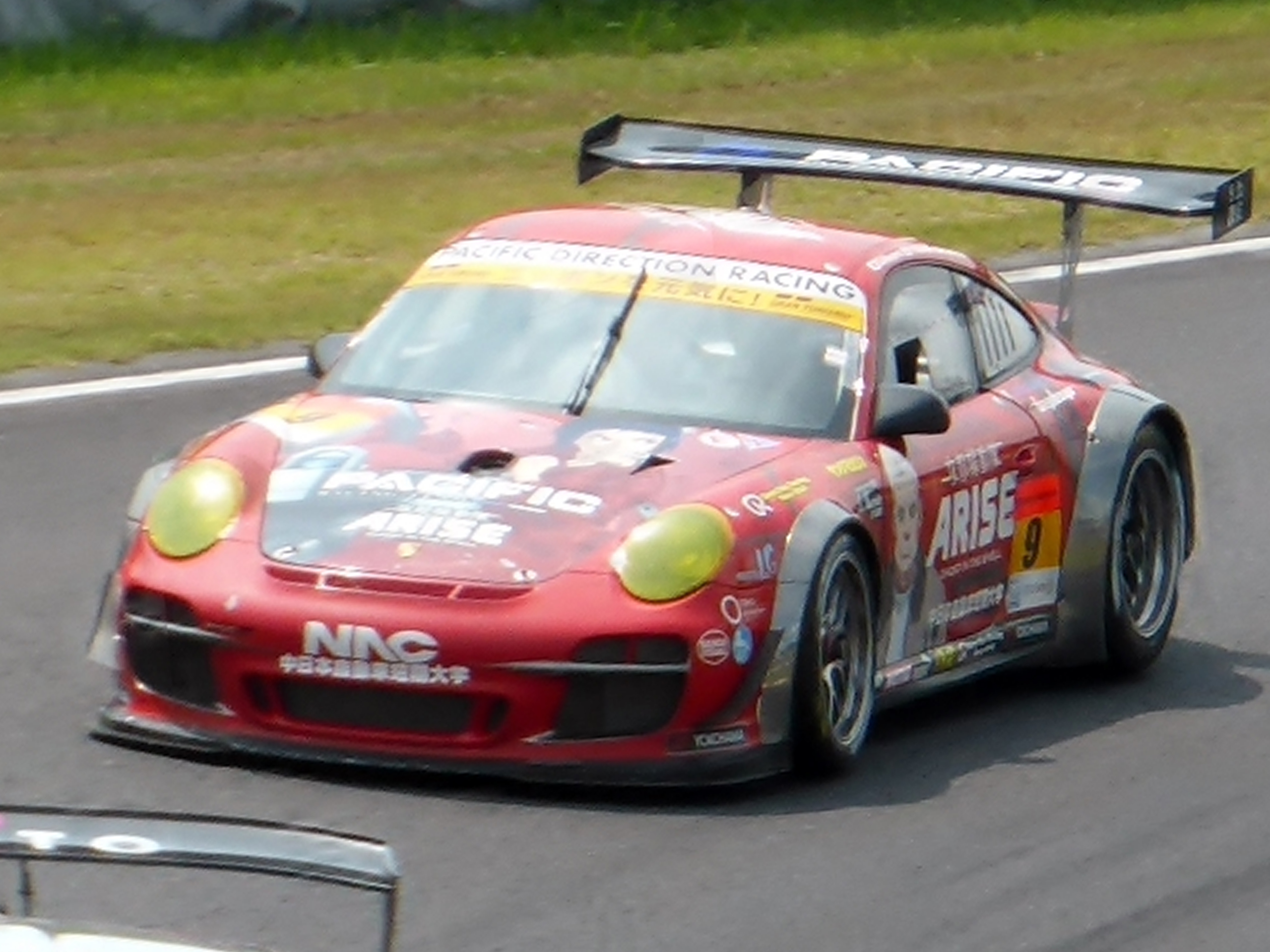
NAC 攻殻機動隊ARISE DR ポルシェ

- 月刊ヤングマガジン2013年第8-9号に原作者による攻殻機動隊ARISE企画仕様書の一部を掲載。
- 2013年にPACIFIC RACING TEAMとタイアップ。「NAC 攻殻機動隊ARISE DR ポルシェ」としてSUPER GT・GT300クラスに参戦した。
- 2013年11月1日より2013年12月31日まで『攻殻機動隊ARISE 空港ARイベント』開催。羽田空港、茨城空港、福岡空港でアプリを使いARポスターを探しミッションを完遂させるという企画。
- 2013年11月29-30日に新宿東口駅前ステーションスクエアで『攻殻LABO〜新宿「義体化」計画〜』を開催。特殊メイクアーティストJIROによる義体風の特殊ボディペイントができる「義体屋」が出店。
- トヨタ・ウィングレットとのコラボで、2014年4月26-27日の幕張メッセ開催『ニコニコ超会議3』でロジコマ仕様カラーリングWingletのテストドライブが出展。
- 西日本新聞とのコラボでは、2014年6月28日に攻殻機動隊ARISE特集を発行した。「2027年‐攻殻機動隊 起動を目前にした首都・福岡」をテーマに、2027年の福岡を連想させるオリジナルデザインの描き下ろしと世界初の草薙素子へのインタビューなど独自コンテンツを多数掲載。これはARISEの時代設定である2027年では、福岡が首都に設定されているためである。9月6日に第2弾として、「2028年 攻殻機動隊 首都・福岡の中心地 天神」をテーマにオリジナルデザインの描き下ろしイラストを掲載した。
- バーチャル・リアリティゲーム『攻殻機動隊ARISE Stealth Hounds』がVR ZONE SHINJUKUでプレイできるようになった。